# Suzette Sandoz
Pour les articles homonymes, voir Sandoz (homonymie).
Suzette Sandoz, née Monod le 12 janvier 1942 à Lausanne (originaire du même lieu, du Locle et de La Chaux-de-Fonds), est une juriste, professeure de droit et personnalité politique suisse, membre du Parti libéral suisse. 
Elle est députée du canton de Vaud au Conseil national de novembre 1991 à novembre 1998.

## Biographie
Suzette Monod est née en 1942, à Lausanne, dans une famille protestante. Elle est originaire du même lieu et de deux communes neuchâteloises, Le Locle et La Chaux-de-Fonds. Elle a un frère cadet, Henri, qui deviendra officier de carrière, tout comme l'était son père colonel, Gérald Arthur Monod,. Sa mère se prénomme Simone, née Rapin. 
Elle fréquente l’Institut Mont-Olivet, une école catholique tenue par des sœurs. Elle fait des études de droit à l'Université de Lausanne, où elle obtient une licence en 1964. Elle se marie la même année, puis décroche un doctorat en 1974.
En 1966, elle donne naissance à une fille. Elle perd son mari, juge cantonal et secrétaire du parti libéral lausannois, en 1980. Elle est alors engagée comme première assistante à la faculté de droit de Lausanne. 
Nommée professeure de droit à l'Université de Lausanne en 1990 (première femme nommée professeur ordinaire dans cette faculté), elle est vice-doyenne de la Faculté de droit à partir de 1998, puis doyenne de 2000 à 2002 et professeure honoraire de droit de la famille et des successions à partir de 2006,.
Elle est députée au Grand Conseil du canton de Vaud de 1986 à 1991, puis au Conseil national du 25 novembre 1991 au 29 novembre 1998, où elle siège dans la Commission des affaires juridiques (CAJ). Elle annonce en septembre 2008 qu'elle quitte son mandat pour se consacrer pleinement à ses tâches de vice-doyenne. Marguerite Florio lui succède en novembre 1998.
En 2008, elle s'oppose à la fusion du Parti libéral et du Parti radical-démocratique au niveau national ainsi que dans le canton de Vaud.
Elle s'est engagée dans l’Église évangélique réformée du canton de Vaud, d’abord au niveau paroissial et, depuis 2006, au niveau cantonal, comme membre du Synode.

### Distinction
En 2016, elle reçoit de la Fondation pour la liberté le prix Bonny, créé par l'ancien conseiller national Jean-Pierre Bonny, qui vise à promouvoir les valeurs libérales et la liberté,.

## Prises de positions
Ses prises de positions dans les médias, notamment dans l'émission d'opinions de la RTS Les beaux parleurs, sur son blog (tenu sur le site du journal Le Temps) et lors d'événements culturels, sont régulièrement médiatisées. Ses interventions nombreuses (le journal satirique Vigousse la qualifiant de « bavarde ») sont à la fois louées comme la démonstration d'un esprit libre, et d'une attitude combative dans la défense de certaines causes, et critiquées comme étant « réactionnaires »,. Elle est connue en Suisse pour sa défense des valeurs traditionnelles, notamment les valeurs familiales. Elle est notamment opposée au mariage pour tous, et est climato-sceptique, remettant en doute l'origine anthropique du réchauffement climatique,.
Lors de la votation au Parlement sur l'Espace économique européen, elle est, avec les agrariens Bernard Rohrbasser (FR) et Walter Schmied (BE), l'un des trois seuls élus romands à s'opposer à l'accord d'adhésion de la Suisse. Elle se montre critique lors de la pandémie de coronavirus de 2020, critiquant les mesures d'urgence comme de graves atteintes aux libertés individuelles et les qualifiant d'« hystérie collective de la peur » et de « dictature des virologues »,.